# Nordra Vikaskjeret
Nordra Vikaskjeret est une île dans le landskap Sunnhordland du comté de Vestland. Elle appartient administrativement à Øygarden.

## Géographie
Avec Søra Vikaskjeret, l'îlot situé au sud, il s'agit de deux îlets rocheux dont celui du nord est couvert d'une légère végétation. Ils s'étendent sur environ 218 m de longueur pour une largeur approximative de 91 m. L'îlet du nord a deux habitations.